# I. liga 1984-1985
L'edizione 1984/85 del campionato cecoslovacco di calcio vide la vittoria finale dello Sparta ČKD Praga.
Capocannoniere del torneo fu Ivo Knoflíček del Slavia Praga con 21 reti.

## Classifica finale
|    | Classifica                        | G  | V  | N  | P  | GF | GS | DR  | Pti |
| -- | --------------------------------- | -- | -- | -- | -- | -- | -- | --- | --- |
| 1  | Sparta ČKD Praga                  | 30 | 19 | 5  | 6  | 64 | 24 | +40 | 43  |
| 2  | Bohemians ČKD Praga               | 30 | 17 | 9  | 4  | 58 | 26 | +32 | 43  |
| 3  | Slavia Praga                      | 30 | 16 | 7  | 7  | 59 | 33 | +26 | 39  |
| 4  | Baník Ostrava OKD                 | 30 | 14 | 11 | 5  | 41 | 23 | +18 | 39  |
| 5  | Dukla Praga                       | 30 | 13 | 6  | 11 | 51 | 40 | +11 | 32  |
| 6  | Sigma Olomouc                     | 30 | 10 | 11 | 9  | 50 | 47 | +3  | 31  |
| 7  | Dukla B.B.                        | 30 | 15 | 1  | 14 | 38 | 44 | -6  | 31  |
| 8  | RH Cheb                           | 30 | 12 | 6  | 12 | 44 | 38 | +6  | 30  |
| 9  | Spartak TAZ Trnava                | 30 | 10 | 9  | 11 | 33 | 39 | -6  | 29  |
| 10 | Lokomotíva Košice                 | 30 | 9  | 9  | 12 | 34 | 44 | -10 | 27  |
| 11 | Vítkovice                         | 30 | 8  | 10 | 12 | 30 | 41 | -11 | 26  |
| 12 | Tatran Prešov                     | 30 | 9  | 6  | 15 | 28 | 46 | -18 | 24  |
| 13 | Internacionál Slovnaft Bratislava | 30 | 7  | 9  | 14 | 25 | 34 | -9  | 23  |
| 14 | ZVL Žilina                        | 30 | 8  | 7  | 15 | 26 | 49 | -23 | 23  |
| 15 | Petržalka                         | 30 | 6  | 9  | 15 | 29 | 47 | -18 | 21  |
| 16 | Slovan CHZJD Bratislava           | 30 | 6  | 7  | 17 | 24 | 59 | -35 | 19  |

## Verdetti
- Sparta ČKD Praga Campione di Cecoslovacchia 1984/85.
- Sparta ČKD Praga ammessa alla Coppa dei Campioni 1985-1986.
- Bohemians ČKD Praha e Slavia Praga ammesse alla Coppa UEFA 1985-1986.
- TJ ZTS Petržalka e Slovan Bratislava retrocesse.